# Robert Jonischkeit

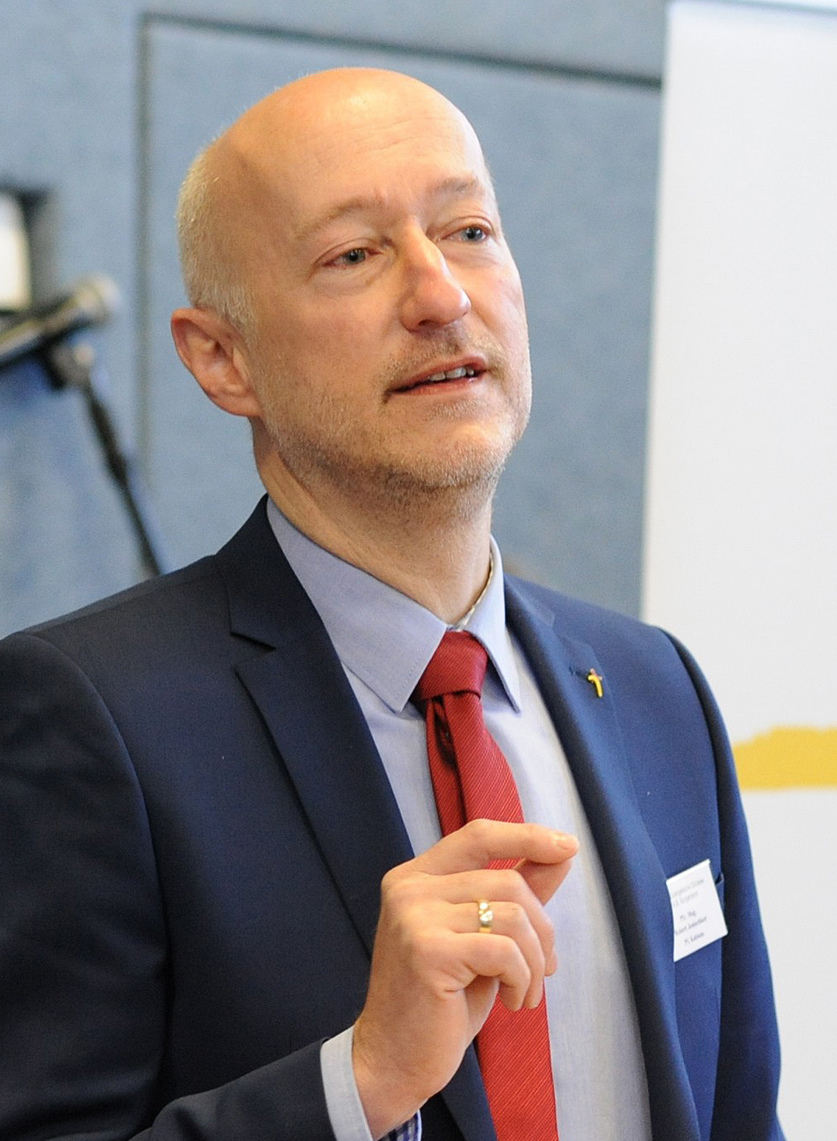
Robert Jonischkeit (2021)

Robert Jonischkeit (* 1973 in Innsbruck) ist ein österreichischer evangelisch-lutherischer Theologe. Seit dem 16. Oktober 2021 ist er Superintendent der Evangelischen Superintendentur A. B. Burgenland.

## Leben und Wirken
Jonischkeit beendete 1996 sein theologisches Studium an der Universität Wien. In seiner Diplomarbeit analysierte er die ethische Diskussion altkirchlicher Argumente über Krieg und Frieden im Umfeld der Konstantinischen Wende. Im Anschluss daran absolvierte er ein Praktikum in Kolumbien und betreute als Pfarrer die Gemeinden in Wels, Fresach und Saalfelden. Im Jahr 2009 schloss er sein Doktoratsstudium an der Katholisch-theologischen Fakultät der Universität Innsbruck mit einer Dissertation zur Friedensethik im Hinblick auf die österreichischen Sicherheits- und Verteidigungsdoktrin ab. Von 2014 bis 2021 wirkte Jonischkeit als Pfarrer in Kufstein.
Am 6. März 2021 wurde Jonischkeit von den Delegierten der Superintendentialversammlung in Oberschützen zum Nachfolger von Manfred Koch gewählt. Seine Amtszeit beträgt zwölf Jahre. Die nötige Zweidrittelmehrheit erhielt er im ersten Wahlgang mit 48 Stimmen. Bei der Amtseinführung durch den evangelisch-lutherischen Bischof Michael Chalupka am 16. Oktober 2021 in der Christuskirche von Mörbisch am See nahm unter anderem auch der burgenländische Landeshauptmann Hans Peter Doskozil teil.
Jonischkeit ist verheiratet und hat zwei Söhne und eine Tochter.